# ナポリ湾の海戦 (ブリューゲルの絵画)
『ナポリ湾の海戦』（ナポリわんのかいせん、伊: Battaglia nel porto di Napoli、英: Naval Battle in the Gulf of Naples）は、初期フランドル派の巨匠ピーテル・ブリューゲルが1558年 - 1562年に板上に油彩で描いた絵画である。本作には署名も年記もなく、その帰属を疑問視する説もないわけではないが、一般にブリューゲルの真筆と見なされている。制作年に関しては、画家がイタリアから帰国した直後 (1554年ごろ) に描いた作品とみる研究者がいる一方で、1562年ごろと推測する研究者も少なくない<。いずれにしても、典型的なフランドル絵画の様式で描かれており、フランドル絵画を愛好したカミッロ・フランチェスコ・マリア・パンフィーリ の所有であった。現在、ローマのドーリア・パンフィーリ美術館に所蔵されている。

## 作品

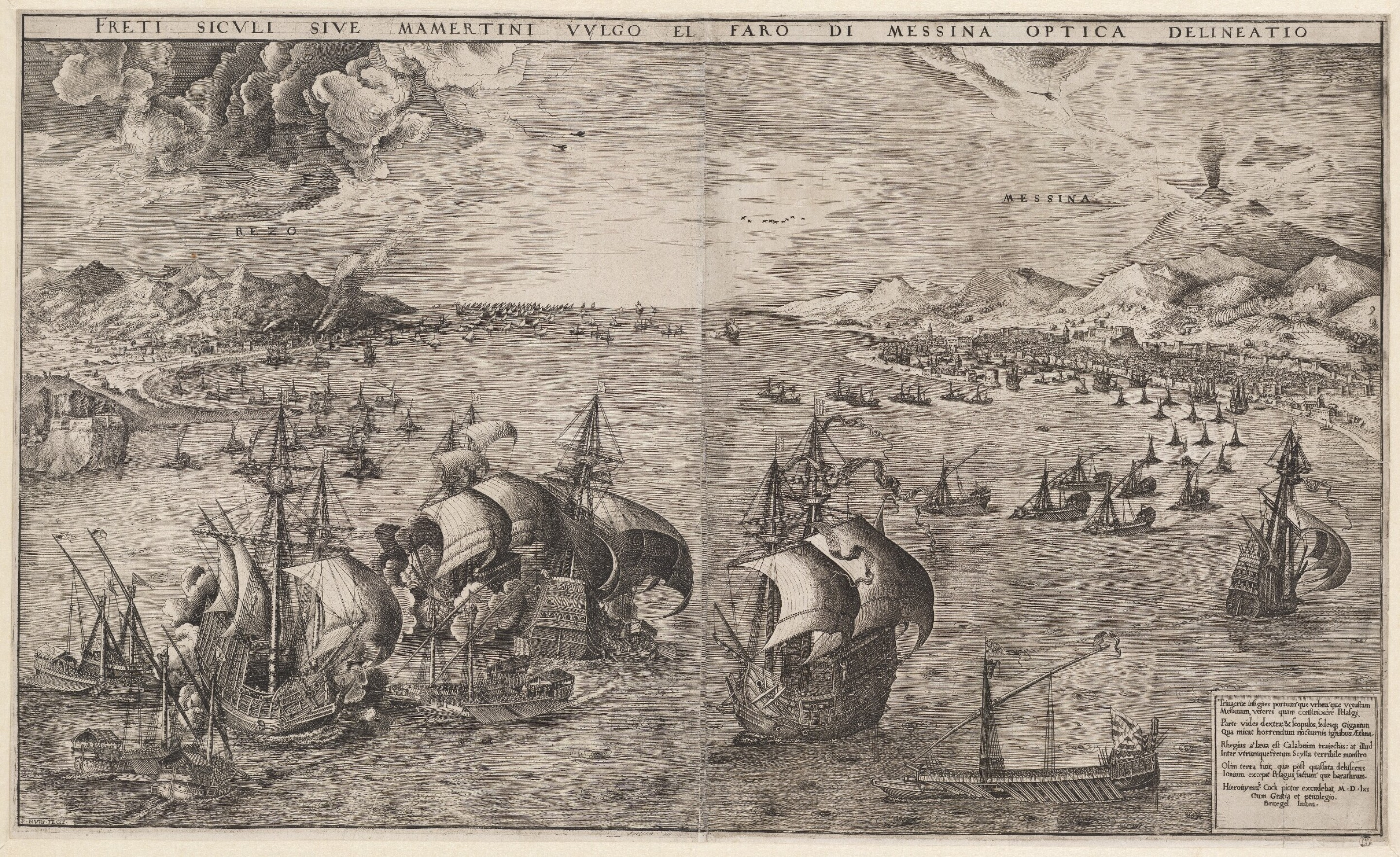
フランス・ハイスの版画『メッシーナ海峡での海戦』 (ブリューゲルの素描に基づく)

ブリューゲルは、1551年から1553年にかけてアブラハム・オルテリウスとともにイタリア半島に旅行し、ローマ、ナポリ、メッシーナを訪れた。ブリューゲルは多くの素描を制作したが、その中には『メッシーナ海峡での海戦』を描いたものが含まれている。この素描はフランス・ハイス (Frans Huys) により版画化されている。
本作のように実景を描いた油彩画は珍しい。作品は、明らかにイタリア旅行と直接関連するブリューゲル唯一の作例である。ナポリ湾を描いた画面で、防波堤などは自由に改変しているものの、陸標となる建物はそれぞれ名が知られ、左から右にカステル・デッローヴォの城塞、サン・ヴィンチェント聖堂の塔 (現存しない)、カステル・ヌオーヴォの城塞などである。しかし、単に実景を描くのが目的ではなく、世界発見の時代に生きたブリューゲルは、港から見知らぬ世界の国々へ出帆する船舶に熱い視線を注いだのであろう。
国際都市アントウェルペンに住んでいたブリューゲルは、日頃、スヘルデ川に出入りする数百の外国船を目撃し、帆の形や船の構造を詳細に学ぶこともできた。彼は以前、商船や軍艦などの版画「船のシリーズ」の下絵を制作し、この分野の大家であった。
本作は、おそらく空想の海戦を表している。しかし、画家がイタリア旅行中に目撃したとされる海戦 (メッシーナ海峡におけるオスマン・トルコの艦隊のレッジョ攻撃) に基づくものであるという可能性もある。また、研究者のF・スメーケンによると、ここに見られる海戦は、ナポリ港を襲撃するトルコの艦隊とそれを防御する神聖ローマ皇帝軍との戦いらしい。ちなみに、ブリューゲルが実際は長方形のナポリ港をこのように楕円形に理想化した根拠は、こうした種々の回顧や想い出からであろう。
前述のように、作品の正確な制作年は議論の対象となっている。しかし、研究者たちは、火山とその位置がブリューゲルの新プラトン主義的汎神論を反映しているらしきことについて合意している。